# Rajadell
Rajadell ist eine katalanische Gemeinde in der Provinz Barcelona im Nordosten Spaniens. Sie liegt in der Comarca Bages.

## Sehenswürdigkeiten
- Schloss Rajadell